# Latirhinus
Latirhinus é um gênero de dinossauro da família Hadrosauridae. Há uma única espécie descrita para o gênero Latirhinus uitstlani. Seus restos fósseis foram encontrados na formação Cerro del Pueblo, México, e datam do Cretáceo Superior.